# André Milhoux
André Milhoux (Bressoux, 9 december 1928) is een voormalig Formule 1-coureur uit België.  Hij nam deel aan de Grand Prix van Duitsland in 1956 voor het team Gordini, maar viel na 15 ronden uit door motorpech.